# Мальдівське управління грошового обігу
Мальдівське управління грошового обігу (англ. Maldives Monetary Authority) — державна установа Мальдівських островів, що виконує функції центрального банку.

## Історія
У колоніальний період Мальдіви входилі в зону діяльності Банку Цейлону. У 1945 році парламент прийняв акт про випуск мальдівських банкнот. Випуск банкнот в руфіях (= цейлонській рупії) був почат Міністерством фінансів в 1947 році.
1 липня 1981 року засновано Мальдівське управління грошового обігу.